# Holz-Erde-Mauer

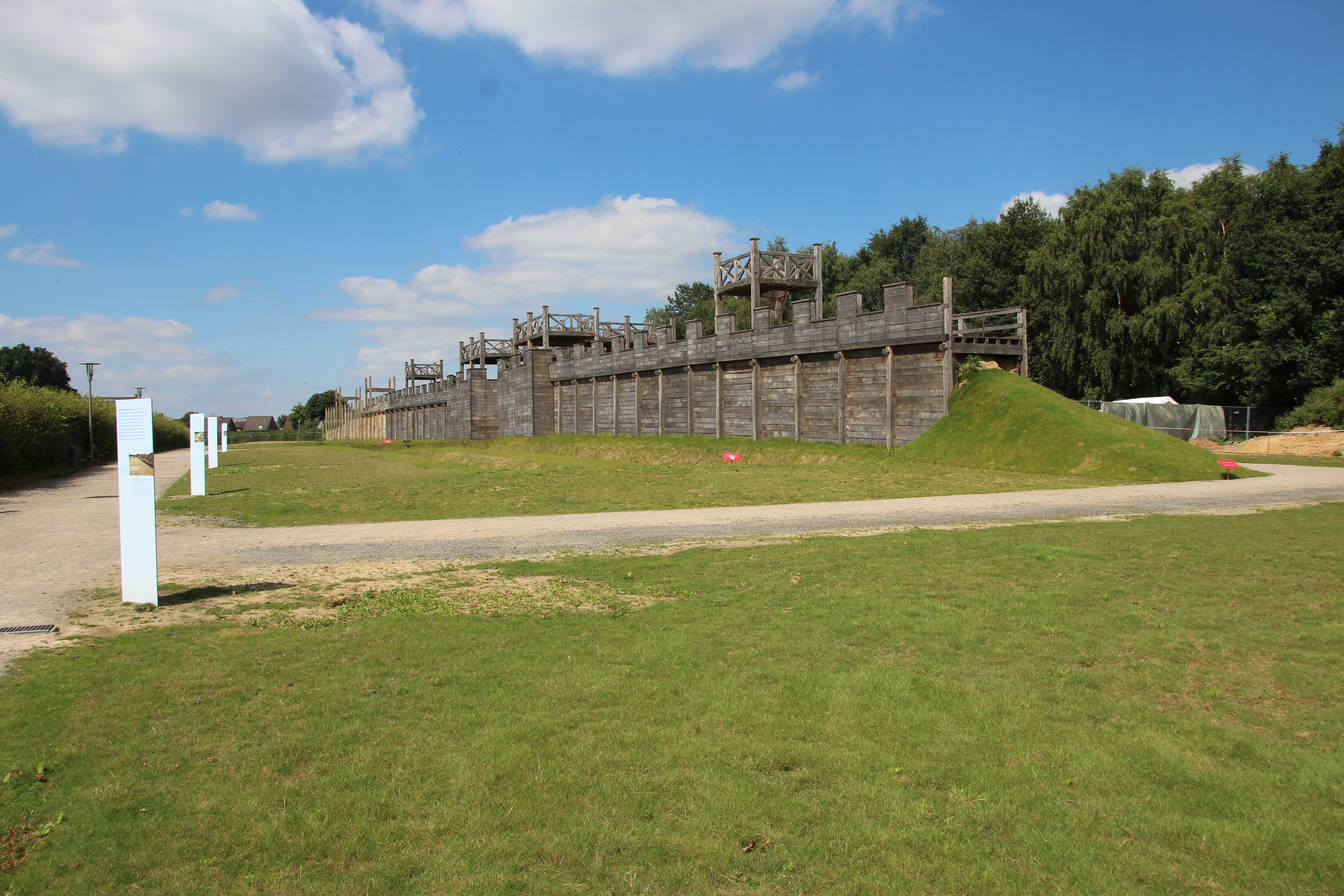
Rekonstruierte Holz-Erde-Mauer im LWL-Römermuseum Haltern am See

Eine Holz-Erde-Mauer ist eine Befestigungsmauer, für deren Bau keine Steine erforderlich sind.
Holz-Erde-Mauern sind vielfach aus archäologischen Befunden bekannt. Sie kommen schon in vorgeschichtlicher Zeit vor und sind auch im Mittelalter noch nachzuweisen. Zahlreiche Beispiele stammen aus römischer Zeit. So konnte beim Römerlager Oberaden ein knapp 100 m langer Abschnitt der Befestigung untersucht werden. Die Mauer bestand in Oberaden aus zwei parallel verlaufenden Holzwänden, der Zwischenraum war mit dem Aushub des vorgelagerten Spitzgrabens verfüllt, Eine moderne Rekonstruktion eines Abschnittes einer Holz-Erde-Mauer mit Tor und Türmen des Römerlagers Haltern wurde beispielsweise beim LWL-Römermuseum in Haltern errichtet.